# Уметничко клизање на Летњим олимпијским играма 1908 — парови
Такмичење клизачких парова је била једна од дисциплина уметничког клизања на Летњим олимпијским играма 1908. у Лондону.
Такмичење је одржано 29. октобра, 1908 у Prince's Skating Club, у лондонском округу Најтсбриџ. Учествовала су само три пара из две земље, (један из Немачког царстава и два из Уједињеног Краљевства) који су између себе подели олимпијске медаље. Такмичење није садржало обавезне елементе, него је сваки пар извео петоминутни слободни састав, које је оцењивало пет судија.
Ана Хиблер и Хајнрих Бургер из Немачког царства су били први олимпијски победници у клизању парова. Меџ Сајерс из Уједињеног Краљенства, која је већ освојила злато у појединачном такмичење жена, освојила је са својим мужем, Едгаром Сајерсом бронзану медаљу иза својих земљака Филис Џонсон и Џејмса Х. Џонсона. Меџ Сајерс је једина жена која је успела да освоји две медаље на истим олимпијским играма у две дисциплине уметничког клизања.
Овом победом Немица Ана Хиблер освојила је прву златну медаљу у историји немачког олимпијског спорта. 

## Резултати
| Пласман | Пар                          | Држава               | Слободни састав | Слободни састав | Слободни састав | Слободни састав |
| ------- | ---------------------------- | -------------------- | --------------- | --------------- | --------------- | --------------- |
| Пласман | Пар                          | Држава               | СП              | ЗМ              | УБ              | РБ              |
|         | Ана Хиблер Хајнрих Бургер    | Немачко царство      | 5×1+            | 5,0             | 56,00           | 11,2            |
|         | Филис Џонсон Џејмс Х. Џонсон | Уједињено Краљевство | 3×2+            | 11,0            | 51,5            | 10,3            |
|         | Меџ Сајерс Едгар Сајерс      | Уједињено Краљевство | 5×3+            | 14,0            | 48,00           | 9,6             |

## Судије
Главни судија:
- Херберт Џ. Фаулер

Судије:
- Херман Вент
- Густав Хигел
- Орасио Тороме
- Хари Д. Фејт
- Џорџ Сандерс